# Филлипс, Тари
Тари Линн Филлипс (англ. Tari Linne Phillips; род. 6 марта 1969 года, Орландо, штат Флорида, США) — американская профессиональная баскетболистка, выступала в женской национальной баскетбольной ассоциации. Была выбрана на драфте ВНБА 1999 года в первом раунде под общим восьмым номером командой «Орландо Миракл». Играла на позиции тяжёлого форварда и центровой.

## Ранние годы
Тари Филлипс родилась 6 марта 1969 года в городе Орландо, Флорида, у неё есть три сестры, старшая, Алисия, и две младших, Тоня и Джонна, училась там же в средней школе Эджуотер, в которой выступала за местную баскетбольную команду.